# Wang Guohua
Wang Guohua (30 de janeiro de 1975) é um ex-halterofilista da China.
Wang Guohua foi vice-campeão júnior em 1995, com 300 kg no total combinado (143 kg no arranque que foi recorde mundial para juniores, e 157,5 no arremesso), depois de seu compatriota Feng Ming, com 302,5 kg (137,5+165), na categoria até 64 kg.
No Campeonato Mundial para seniores desse mesmo ano, ele ficou em quinto, na categoria até 64 kg, com 310 kg (145 kg no arranque — recorde mundial para juniores).
Participou dos Jogos Olímpicos de Atlanta 1996, mas não concluiu a prova.
No Campeonato Mundial de 1997, Wang Guohua levantou 147,5 kg no arranque, mas não conseguiu resultado no arremesso e não concluiu a prova.
Quadro de resultados
| Ano  | Competição                | Lugar      | Total     | Posição | Arranque | Posição | Arremesso | Posição | Classe de peso |
| ---- | ------------------------- | ---------- | --------- | ------- | -------- | ------- | --------- | ------- | -------------- |
| 1995 | Campeonato Mundial Júnior | Varsóvia   | 300 kg    | 2.      | 143 kg   | 1.      | 157,5 kg  | 3.      | –64 kg         |
| 1995 | Campeonato Mundial        | Guangzhou  | 310 kg    | 5.      | 145 kg   | 3.      | 165 kg    | 9.      | –64 kg         |
| 1996 | Jogos Olímpicos           | Atlanta    | sem marca | /       |          |         |           |         | –64 kg         |
| 1997 | Campeonato Mundial        | Chiang Mai | sem marca | /       | 147,5 kg | 1.      |           |         | –64 kg         |

Definiu ainda dois recordes mundiais no arranque na categoria até 64 kg, sem limitação de idade. Seus recordes foram:
| Data       | Disciplina | Marca    | Classe de peso | Lugar   |
| 05.04.1996 | Arranque   | 148,5 kg | –64 kg         | Yachiyo |
| 12.05.1997 | Arranque   | 150 kg   | –64 kg         | Busan   |